# لومپتسیگ
لومپتسیگ (به آلمانی: Lumpzig) یک شهر در آلمان است که در اتنبرگر لند واقع شده‌است. لومپتسیگ ۶۵۴ نفر جمعیت دارد.